# Ansgar Ahlers
Ansgar Ahlers (* 31. Dezember 1975 in Papenburg) ist ein deutscher Filmregisseur, Drehbuchautor, Filmproduzent und Kulturmanager.

## Leben
Ansgar Ahlers sammelte ab Mitte der 90er Jahre seine ersten Set-Erfahrungen als Regieassistent, unter anderem bei internationalen Kinoproduktionen wie Duell – Enemy at the Gates, Halbtot – Half Past Dead, Luther. Mit diesen Erfahrungen fing er an, seine eigene Produktionsfirma „forseesense“ zu gründen, die sich heute gerade auf dem Markt der New Economy als unabhängige Produktionsfirma etabliert hat und jährlich mehrere Filme für verschiedenste Science Center herstellt (BMW Welt, Danfoss Universe, Experimenta Heilbronn). In dieser Zeit entwickelte er mehrere geförderte Drehbücher in Zusammenarbeit mit dem Script Consultant Philip Parker. Bach in Brazil ist sein drittes gefördertes Spielfilmscript. Seine parallel entstandenen Kurzfilme sind weltweit auf vielen Filmfestivals prämiert worden (u. a. Friedrich-Wilhelm-Murnau Kurzfilmpreis, nominiert für den Goldenen Bären, TV cultura Award, 2ter Platz Kurzfilmpreis Filmfest Emden, Cinegate Preis etc.). Sein erster selbst produzierter Kurzfilm Covered with Chocolate lief 2001 im Wettbewerbsprogramm der Berlinale. Aus seinem von ihm gegründeten internationalen Nachwuchsprojekt DAYDREAMS (WeNeedYourTalent.com) gingen mehrere prädikatisierte Kurzfilme hervor.
Der erfolgreiche Kurzfilm „Taxi to Daydream“, der bereits die deutsche und brasilianische Kultur verknüpft, entstand in Zusammenarbeit mit einer brasilianischen Filmgruppe aus den Favelas und feierte seine Filmpremiere als Eröffnungsfilm auf dem größten lateinamerikanischen Kurzfilmfestival in São Paulo. Zudem hat er als Produzent und Regisseur Dreherfahrungen in unterschiedlichsten Ländern gesammelt: USA, Indien, Polen, und vor allem in Brasilien.
Sein erster Kinospielfilm, die deutsch-brasilianische Koproduktion Bach in Brazil gewann den Bernhard-Wicki-Preis 2015 und den NDR Filmpreis 2015. Er startete am 17. März 2016 bundesweit in den Kinos.